# Street Fighter II
Street Fighter II: The World Warrior (ストリートファイターⅡ -The World Warrior-, Sutorīto Faitā Tsū - The World Warrior), também conhecido simplesmente por Street Fighter II, é um jogo competitivo de videogame desenvolvido pela Capcom e originalmente lançado para os sistemas de Arcade em 1991. É o segundo jogo da série Street Fighter e a sequência de Street Fighter, jogo lançado em 1987. Trata-se do décimo quarto título da Capcom a utilizar a placa de sistema de Arcade CP System. Street Fighter II melhorou vários dos conceitos introduzidos no primeiro jogo, incluindo o uso de golpes especiais baseados em comandos e uma configuração de Joystick com seis botões, enquanto ofereceu aos jogadores uma seleção maior de personagens jogáveis, cada um com seu próprio estilo de luta, e introduziu o sistema de Combos.
Street Fighter II se tornou o título mais vendido desde a era de ouro dos jogos de Arcade. Em 1994, o jogo tinha sido jogado por mais de 25 milhões de pessoas somente nos Estados Unidos, em casa e nos Arcades. Devido ao sucesso, uma série de versões atualizadas oferecendo recursos e personagens adicionais foi lançada. Todas as versões de Street Fighter II venderam mais de 200 mil gabinetes de Arcade e mais de 15 milhões de unidades de Software por todo o mundo, e estima-se que elas tenham lucrado mais de 10 bilhões de dólares em vendas totais, fazendo do jogo um dos três jogos mais lucrativos de todos os tempos até 2017, e o jogo de luta mais vendido até 2019. A versão de Super Nintendo de Street Fighter II vendeu mais de 6.3 milhões de cartuchos, fazendo dela o título mais vendido da Capcom pelas próximas duas décadas e seu jogo mais vendido em uma só plataforma.
Street Fighter II é reconhecido como um dos melhores jogos eletrônicos de sempre, e em particular o mais importante e influente jogo de luta já criado. Seu lançamento é visto como um momento revolucionário no seu gênero, e são creditados a ele a popularização de jogos de luta durante os anos 90, incitando outros produtores a criarem as suas próprias séries. Despoletou um renascimento dentro da indústria, criando um enorme impacto nos jogos competitivos, na cultura popular assim como música e filmes.

## Jogabilidade
Street Fighter II continua a ter muitas das convenções e regras estabelecidas pelo seu antecessor em 1987, bem como características base que foram transportadas para as subsequentes edições de Street Fighter II. O jogador enfrenta o seu adversário em combates um-contra-um num ambiente fechado, em séries de melhor de três. O objectivo de cada ronda, é esvaziar a energia do oponente dentro do tempo limite. Se ambos os oponentes "morrem" ao mesmo tempo ou o temporizador chega ao fim e em que ambos os lutadores tenham a mesma quantidade de energia, acontece um "KO duplo" ou "jogo empatado", deste modo é declarado que haverá mais rondas adicionais, que serão jogadas até à morte súbita. No primeiro Street Fighter II, um combate pode durar até dez rondas, se não houver um vencedor; tal foi reduzido para quatro rondas em Champion Edition. Se mesmo assim não houver um vencedor na última ronda, assim e por defeito, nem o oponente controlado pelo computador ganhará num combate contra um jogador, bem como ambos os lutadores perdem num combate entre dois jogadores. Se o jogador derrotar o seu adversário sem sofrer danos, é-lhe atribuído um "Perfeito", recebendo assim o limite máximo de bónus.[carece de fontes?]
Após três combates, o jogador participa num "Mini-jogo" para adicionar mais pontos. Os mini-jogos incluem (por ordem) a destruição de um automóvel (similar a Final Fight); um jogo de partir barris, onde estes são largados na direção do jogador a partir de uma plataforma rolante; e a destruição de contentores inflamáveis, apinhados uns em cima dos outros. Os jogos bónus foram retirados da versão arcade de Super Street Fighter II Turbo (apesar de estarem incluídos na versão para Game Boy Advance).[carece de fontes?]
Tal como no original, o jogo usa uma configuração de um joystick de oito direcções e seis botões de ataque. O joystick é usado para saltar, agachar e mover o personagem na direcção ou contra o oponente, bem como para defender/bloquear os ataques do adversário. Existem três botões destinados ao murro e três destinados ao pontapé, diferenciados em força e velocidade (Leve, Médio e Forte). O jogador pode fazer uma série de movimentos básicos em qualquer posição, incluindo ataques de agarrar/atirar, que não existiam em Street Fighter original. O jogador também pode criar movimentos/ataques especiais fazendo uma combinação com a direcção do joystick juntamente com os botões de ataque.[carece de fontes?]
Street Fighter II difere do seu antecessor por oferecer ao jogador uma selecção múltipla de personagens jogáveis, cada um com o seu próprio estilo de luta e movimentos especiais, com Ryu e Ken a serem os únicos com movimentos idênticos.[carece de fontes?]
Um erro sem intenção no código do jogo, dava a possibilidade ao jogador de "cancelar" as animações de alguns movimentos ao fazer outro movimento de seguida, permitindo uma combinação de vários movimentos básicos e especiais. De acordo com o IGN, "ataques ligados que nao podem ser bloqueados se feitos no tempo certo, apareceram mais ou menos por acidente. Os produtores nao queriam que tal acontecesse, mas os jogadores do jogo original eventualmente descobriram que certos movimentos fluiam naturalmente para outros". Este sistema de "combinações" (combos) foi mais tarde adoptado como padrão em jogos deste género e expandido nos jogos seguintes da série Street Fighter.

## Personagens
O Street Fighter II original dá a possibilidade ao jogador de escolher oito personagens; a lista inclui Ryu e Ken (os protagonistas do jogo original), mais seis novos personagens de várias nacionalidades. O jogador luta contra sete dos personagens principais, antes de enfrentar os quatro adversários finais controlados pelo CPU, conhecidos como os "Quatro Grandes Mestres". Street Fighter II decorre vários anos depois do primeiro torneio, quando Ryu derrotou Sagat na final. M. Bison, um ditador da Tailândia, organiza um novo torneio e convidou os melhores lutadores do mundo para competir.
Chun-Li é notável por ser uma das primeiras mulheres protagonistas nos videojogos, mais bem sucedidas e mais populares. Quando Street Fighter II foi editado, as personagens femininas nos jogos existiam apenas com objectivo de serem salvas, ou então faziam parte do elenco de outros personagens secundários, como habitantes de uma cidade, namoradas, oponentes ocasionais, ou simplesmente como decoração em segundo plano. Para além do género RPG, havia poucas heroínas nos videojogos baseados em acção. Depois do sucesso de Street Fighter II e com a popularidade de Chun-Li, protagonistas femininos tornaram-se cada vez mais comuns. Desde então, em jogos onde se pode escolher personagens, pelo menos, há sempre no geral, uma ou duas personagens femininas que se pode seleccionar.
Na versão arcade, se o jogador acabasse o jogo apenas com uma moeda, nos créditos finais aparecia as fotos da equipa de produção, como uma espécie de recompensa pelo feito obtido.
Personagens jogáveis[carece de fontes?]
- Ryu, um karateka japonês, à procura de se tornar o "verdadeiro guerreiro". Ryu já tinha ganho o primeiro torneio mundial, ao derrotar Sagat.
- Ken, companheiro de treino e rival de Ryu, dos Estados Unidos. Ken entra no torneio encorajado por Ryu.
- Chun-Li, uma lutadora de artes marciais chinesa (Kung Fu), que trabalha como oficial da Interpol, à procura de vingar a morte do seu pai.
- Guile, um ex-militar das Força Aérea dos Estados Unidos, que quer derrotar o homem que matou o seu melhor amigo. Luta usando uma combinação de diferentes artes marciais, com destaque para movimentos de wrestling.
- Blanka, um homem-besta do Brasil, criado na selva. Luta com um estilo de luta auto-didata baseado em movimentos ferais e tem o poder de criar descargas elétricas.
- Dhalsim, um mestre de ioga, da Índia. Pacifista, apenas entrou no torneio para ganhar dinheiro para a sua aldeia pobre.
- Zangief, um lutador de sambo da União Soviética. Entrou no torneio apenas para representar o seu pais.
- E. Honda, um lutador de sumo do Japão. Participa no torneio para provar que o sumo é o melhor estilo de luta do mundo.

Chefes controlados apenas pelo CPU[carece de fontes?]
- Balrog (M. Bison na versão japonesa), um pugilista Afro-americano, desenhado com uma aparência similar a Mike Tyson.
- Vega (Balrog na versão japonesa), um espanhol lutador de jaula, que usa um estilo único de ninjutsu.
- Sagat, um mestre de Muay Thai e o chefe final do Street Fighter original, que ficou com uma enorme cicatriz no peito feita por Ryu na final do torneio anterior. Busca se vingar de Ryu.
- M. Bison (Vega na versão japonesa), o oponente final do jogo e o líder da organização criminosa Shadaloo. M. Bison usa um poder misterioso conhecido como "Psycho Power".[3]

Foi revelado pela Capcom que os dois personagens que aparecem na introducao do jogo tem o nome Scott e Max.

### Diferenças regionais
Exceptuando Sagat, os Grande Mestres tinham nomes diferentes na versão japonesa. O pugilista afro-americano Balrog foi desenhado como um “pastiche” do lutador real Mike Tyson e originalmente tinha o nome M. Bison (abreviatura de "Mike Bison") nas versões japonesas, enquanto que Vega e M. Bison tinham os nomes Balrog e Vega respectivamente. Quando o jogo foi editado para o mercado externo, os nomes dos chefes foram trocados, temendo que a semelhança do personagem com Tyson criasse um processo de violação dos direitos pessoais. Por causa disso, são muitas vezes referidos como "Garra" (Vega/Balrog), "Ditador" (M. Bison/Vega) e "Pugilista" (Balrog/M. Bison), para evitar confusões entre jogadores de diferentes nacionalidades. Esta alteração de nomes manteve-se nos futuros jogos da série.
Os personagens na versão japonesa tinham mais do que uma frase de vitória, e se o jogador perde-se um combate contra o CPU, aparecia um conselho/recomendação no ecrã de "continuar?". Enquanto que as frases finais dos personagens eram traduzidas de um modo literal, foram feitas algumas mudanças devido a diferenças criativas existentes no pessoal de marketing da Capcom norte-americana. Por exemplo, o nome do amigo falecido de Guile (que iria aparecer mais tarde como jogável em Street Fighter Alpha) foi trocado de Nash para Charlie, isto por que um dos membros da equipa da Capcom USA sentia que a palavra "Nash" não tinha um som tipicamente britânico.

## Desenvolvimento
“Foi nos dito que Street Fighter era popular no estrangeiro, mas não estava satisfeito com muitos dos aspectos do jogo. Queria jogar com uma personagem que melhor se adapta-se a mim, e não havia muitos jogos na altura em que pudesses escolher. Essa foi a minha motivação inicial [para criar Street Fighter II].”

- Akira Nishitani.
Apesar do Street Fighter original não ter sido muito popular nos Estados Unidos, a Capcom fez dos jogos de luta a sua prioridade depois do sucesso comercial de Final Fight. Consequentemente, a Capcom EUA acabou por requisitar uma sequela. Yoshiki Okamoto relembra que "a ideia básica da Capcom era de ressuscitar Street Fighter, um conceito de um jogo bom, mas fazer dele melhor para jogar nas máquinas arcade." Cerca de 35 a 40 pessoas trabalharam em Street Fighter II, com Noritaka Funamizu a produtor e Akira Nishitani e Akira Yasuda responsáveis pelos desenho do jogo e das personagens, respectivamente. Funamizu fez notar que os produtores não deram prioridade ao balanço da jogabilidade de Street Fighter II; descreve apenas que o sucesso do jogo teve a ver com os seus padrões de animações muito apelativos. A qualidade da animação beneficiou-se do uso que os produtores fizeram do hardware CPS-1, com vantagens que incluíam a habilidade de diferentes personagens ocuparem diferentes quantidades de memória; por exemplo, Ryu podia ocupar até 8Mbit e Zangief 12Mbit. A produção do jogo demorou dois anos.
O sistema de combinações (combos) aconteceu por acidente:
Enquanto estava a fazer uma revisão à procura de erros durante o jogo bónus do automóvel… Notei algo estranho, curioso. Gravei a sequência e nós reparamos que durante o tempo dos murros, era possível dar um segundo ataque e assim por diante. Pensei que era algo que seria impossível de se tornar útil no jogo, porque o balanço de afinação era muito difícil de apanhar. Decidimos então que seria uma característica escondida. O mais interessante de tudo é que essa característica acabou por ser a base para os futuros títulos da série. Mais tarde conseguimos uma afinação mais confortável, e os combos como uma verdadeira característica. Em Street Fighter II penso que, com um tempo perfeito, o jogador pode criar vários golpes até quatro parece-me. Depois conseguimos até oito! Um erro? Talvez."—  Noritaka Funamizu

### Música
A maior parte da música do jogo foi composta por Yoko Shimomura. Shimomura teve inicialmente algumas reservas sobre o facto de fazer música para um jogo de luta, género em que ela não era muito afeiçoada, mas acabou por gostar de trabalhar no projecto, afirmando que, apesar de Breath of Fire ser o seu jogo favorito entre todos aqueles em que trabalhou, enquanto estava na Capcom, Street Fighter II foi o mais memorável. Shinomura relembra: "Discutimos a ideia de – ao invés de fazermos uma música tema para cada personagem – fazer talvez música de fundo inspirado no país. Por exemplo, para a Índia não iria fazer musica indiana genuína, mas sim como eu imaginava que poderia ser música indiana. Quando sugeri que poderia ser engraçado fazer um tipo de música do mundo com um aspecto cómico, ouve concordância, e acabamos por fazer." Foi o único jogo da série onde Shimomura trabalhou, subsequentemente acabou por deixar a companhia para se juntar à Squaresoft. Isao Abe, novo na Capcom, trabalhou nalgumas músicas do jogo (mais notavelmente no tema de Sagat), acabando por se tornar o compositor principal dos outros jogos Street Fighter II. Os efeitos e programação de som eram supervisionados por Yoshihiro Sakaguchi, compositor do jogo original.

## Versões portadas

Capa para Super NES (versão NTSC), com as personagens Ryu, Chun-Li e Blanka.

Street Fighter II foi lançado para Super Famicom no Japão a 10 de Junho de 1992, seguindo-se a América do Norte e a Europa em Agosto para Super NES. Foi o primeiro cartucho de 16-Megabit para SNES. Muitos aspectos da versão arcade foram mudadas ou simplificadas, para conseguir caber numa capacidade de memória mais pequena. A versão para Super NES também tinha um código secreto que permitia aos jogadores controlarem o mesmo personagem numa luta, algo que não era possível na versão original para as máquinas arcade. O segundo jogador usa o mesmo padrão de cores alternativas introduzido em Street Fighter II: Champion Edition. Nesta versão não é possível ao jogador escolher os quatro Grandes Mestres, mas se o código for utilizado, estes usam o mesmo padrão de cor de Champion Edition.
As versões U.S. Gold de Street Fighter II foram criadas para diversas plataformas com formatos de computador, incluindo IBM PC, Atari ST, PC (DOS), Commodore Amiga, Commodore 64 e ZX Spectrum. A versão PC, produzida pela Capcom, foi lançada na América do Norte e Europa. As versões Amiga, Atari ST e Commodore 64, produzidas pela Creative Materials, foram lançadas apenas na Europa. A versão ZX Spectrum, produzida pela Tiertex Design Studios, também só foi lançada na Europa.[carece de fontes?] Todas estas versões sofriam de várias imprecisões, como a falta de elementos gráficos e faixas de música, paletes descoloridas, e a falta de seis botões (isto porque estas plataformas só tinham joysticks com um ou dois botões). Como resultado, estas versões tinha várias peculiaridades pouco comuns, como o Hadoken do Ryu e do Ken ser igual ao Yoga Fire do Dhalsim mas de cor diferente, a música do ecrã do título ser usada nos combates, enquanto que as propriedades de movimentação são completamente diferentes. Particularmente, na versão DOS, Dhalsim é o lutador mais forte isto porque os seus ataques básicos têm alta prioridade sobre todos os outros personagens.
A versão Game Boy de Street Fighter II foi lançada em Agosto de 1995 no Japão e em Setembro de 1995 internacionalmente. Não continha três dos personagens originais (E. Honda, Dhalsim e Vega), apesar dos outros nove serem todos jogáveis. Os gráficos, os retratos dos personagens e os fundos eram baseados em Super Street Fighter II, apesar de alguns movimentos (como o "Amazon River Run" de Blanka) de Super Street Fighter II Turbo também terem sido incluídos. Como o Game Boy só tem dois botões, a força dos murros e pontapés era determinado pelo tempo que o jogador pressiona o botão correspondente (método similar ao usado em Fighting Street, a versão TurboGrafx CD do Street Fighter original). Lutas entre personagens iguais eram permitidas, mas devido à falta de cor do jogo, a distinção entre os personagens não era possível, mesmo no Super Game Boy.
Em 1997, a TecToy lançou uma versão para Master System exclusiva]] pro mercado brasileiro.[carece de fontes?]
O Street Fighter II original foi incluído juntamente com a versão Champion Edition e Hyper Fighting na compilação Capcom Generation 5 para PlayStation e Sega Saturn, lançado na América do Norte e na Europa com o título Street Fighter Collection 2. Todos os três jogos também foram incluídos na colecção Capcom Classics Collection Vol. 1 para PlayStation 2 e Xbox, assim como em Capcom Classics Collection Reloaded para a PlayStation Portable.
Versões para Sega CD e Turbo CD foram planeadas mas canceladas, porque ambos os sistemas não tinham RAM suficiente para o jogo. No final de 1993 foi anunciado que o primeiro jogo da Capcom para a PlayStation seria Street Fighter 2 Legends, que combinava a versão original, Champion Edition, Turbo Hyper e Super num único CD, mas nunca se veio a materializar.
| Data de lançamento                                                               | Plataforma                           | Media                   | Produtor               | Publicador                             | Notas |
| -------------------------------------------------------------------------------- | ------------------------------------ | ----------------------- | ---------------------- | -------------------------------------- | --- |
| - JP: 10 de Junho de 1992 - AN: 15 de Julho de 1992 - EU: 17 de Dezembro de 1992 | Super NES                            | Cartucho ROM            | Capcom                 | - JP: Capcom - AN: Capcom - EU: Bandai | Re-lançado para Wii e Wii U Virtual Console. Em 2017, em comemoração dos 30 anos da série foi relançado uma versão limitada de cartucho para Super Nintendo. |
| 1992                                                                             | Amiga[carece de fontes?]             | 4 floppy disks          | Creative Materials     | U.S. Gold                              | Lançado exclusivamente na Europa. |
| 1992                                                                             | Atari ST[carece de fontes?]          | 3 floppy disks          | Creative Materials     | U.S. Gold                              | Lançado exclusivamente na Europa. |
| 1992                                                                             | Commodore 64[carece de fontes?]      | Cassete ou floppy disk  | Creative Materials     | U.S. Gold                              | Lançado exclusivamente na Europa. |
| 1992                                                                             | ZX Spectrum[carece de fontes?]       | Cassette ou floppy disk | Tiertex Design Studios | U.S. Gold                              | Lançado exclusivamente na Europa. |
| 1992                                                                             | PC (DOS)[carece de fontes?]          | 3 floppy disks          | Capcom                 | U.S. Gold                              | Lançado na América do Norte e Europa. |
| 1993                                                                             | Amstrad CPC                          | Cassette or floppy disk | Creative Materials     | U.S. Gold                              | Lançado exclusivamente na Europa. |
| 1994                                                                             | CPS Changer[carece de fontes?]       | ROM cartridge           | Capcom                 | Capcom                                 | |
| 1995                                                                             | Game Boy                             | ROM cartridge           | Sun L                  | Capcom                                 | |
| 1997                                                                             | Master System                        | ROM cartridge           | Tec Toy                | Tec Toy                                | |
| 1998                                                                             | Sega Saturn                          | CD-ROM                  | Capcom                 | Capcom                                 | Incluído em Capcom Generation 5. Lançado exclusivamente no Japão.                                                                                            |
| 1998                                                                             | PlayStation                          | CD-ROM                  | Capcom                 | Capcom                                 | Incluído em Street Fighter Collection 2. |
| 2004                                                                             | Telemóvel/celular[carece de fontes?] | Distribuição digital    | Capcom                 | Capcom                                 | |
| 2006                                                                             | PlayStation 2                        | DVD-ROM                 | Digital Eclipse        | Capcom                                 | Incluído em Capcom Classics Collection Vol. 1. Baseado na versão PlayStation.                                                                                |
| 2006                                                                             | Xbox                                 | DVD-ROM                 | Digital Eclipse        | Capcom                                 | Incluído em Capcom Classics Collection Vol. 1. Baseado na versão PlayStation.                                                                                |
| 2006                                                                             | PlayStation Portable                 | UMD                     | Capcom                 | Capcom                                 | Incluído em Capcom Classics Collection: Reloaded. Baseado na versão PlayStation.                                                                             |

## Atualizações

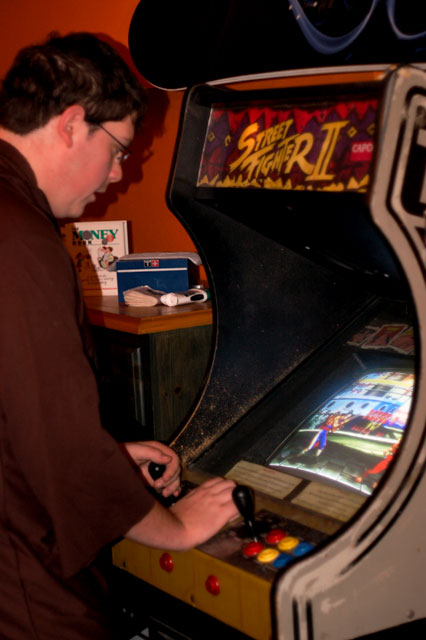
Homem jogando Street Fighter II

Street Fighter II foi seguido por uma série de versões actualizadas, cada uma a redefinir as mecânicas de combate, os gráficos e a lista de personagens, entre outros aspectos do jogo. A primeira actualização foi Street Fighter II: Champion Edition, lançado para as máquinas arcades em 1992. Champion Edition já dava aos jogadores a possibilidade de controlar os "Quatro Grandes Mestres" bem como lutas entre o mesmo personagem. A seguir à Champion Edition, várias actualizações feitas por hackers ao chip ROM das máquinas arcade adicionaram novas mecânicas ao jogo, fazendo com que no mesmo ano, a Capcom tivesse que responder oficialmente com Street Fighter II: Hyper Fighting, aumentando a velocidade do jogo e dando novos movimentos especiais a alguns personagens.
Super Street Fighter II foi lançado em 1993, e marcou a mudança para o mais avançado CP System II, com gráficos e música melhorados, enquanto introduzia quatro novos personagens (Fei Long, Cammy, Dee Jay e Thunder Hawk). Super Street Fighter II Turbo foi lançado em 1994 e foi o último dos lançamentos de Street Fighter II para as máquinas arcade. Em Super Street Fighter II Turbo foram introduzidos movimentos especiais melhorados, chamados "Super Combos" e acrescentou um novo personagem escondido (Akuma). Foi também o primeiro jogo de luta a fazer a contabilização dos golpes de cada "combo" e a recompensar o jogador por tê-los feito.
Todos os cinco jogos Street Fighter II foram portados para várias plataformas, todos como lançamentos individuais ou em compilações. Também houve versões caseiras exclusivas, como Hyper Street Fighter II (que foi retroativamente portado para as máquinas arcade) e Super Street Fighter II Turbo HD Remix, lançado para PlayStation Network e Xbox Live Arcade em 2008.
Em janeiro de 2017 a Capcom anunciou Ultra Street Fighter II: The Final Challengers. Um exclusivo para a consola Nintendo Switch, o jogo inclui novos modos e duas novas personagens que já tinham sido usadas fora das actualizações Street Fighter II: Evil Ryu e Violent Ken.

## Recepção

### Recepção critica

#### Japão
A edição de Fevereiro de 1992 da revista japonesa Gamest, revelava que devido aos stocks muito baixos, os jogos eram vendidos a preços sete vezes maiores do que o preço original (15000 yen no Japão, equivalente na altura a cerca de $119.19 ou €65). A versão original arcade de Street Fighter II ganhou o prémio de "Melhor Jogo" em 1991 no Fifth Annual Grand Prize da revista. Pela Gamest também ganhou o prémio de "Melhor Jogo de Acção" (o prémio para jogo de luta ainda não tinha sido estabelecido). Street Fighter II também ficou em primeiro lugar nos prémios "Melhor Música", "Melhor Direcção" e "Melhor Álbum" e foi segundo lugar no prémio de "Melhores Gráficos" (atrás de Starblade, da 3D Namco System 21). Todos os personagens, excepto M. Bison (conhecido internacionalmente como Balrog), fizeram parte da lista de "Melhores Personagens" em 1991, com Chun-Li no Nº 1, Ryu no Nº 3, Guile no Nº 4, Dhalsim no Nº 5, Zangief no Nº6, Edmond Honda no Nº 8, Ken e Blanka ambos na posição Nº 9, Vega (M. Bison fora do Japão) no Nº 13, Balrog (Vega fora do Japão) no Nº 16 e Sagat no Nº 22.
No ano seguinte, Street Fighter II Dash também ganhou o prémio de "Melhor Jogo" em 1992 no Sixth Annual Grand Prize na edição de Fevereiro de 1993 da revista Gamest, ganhando novamente também na categoria de "Melhor Jogo de Acção". Dash ficou em terceiro lugar no prémio "Melhor Música", em sexto no prémio de "Melhores Gráficos" e quinto lugar no prémio de "Melhor Direcção". O Street Fighter II Image Album ganhou o primeiro prémio de "Melhor Álbum" na mesma revista, com a versão Drama CD de Street Fighter II a ficar empatada em sétimo lugar com a banda sonora de Star Blade. A lista de "Melhores Personagens" desta vez não foi dominada por personagens de Street Fighter II, com apenas Chun-Li a entrar no Top Dez, no terceiro lugar.
Em Fevereiro de 1994, na edição da revista Gamest, ambos Street Fighter II Dash Turbo (Hyper Fighting) e Super Street Fighter II foram nomeados para "Melhor Jogo de 1993", mas nenhuma ganhou (o primeiro lugar foi para Samurai Spirits). Super ficou em terceiro, e Turbo em sexto. Na categoria de "Melhores Jogos de Luta", Super ficou novamento em terceiro enquanto Turbo ficou em quinto. Super também ficou em terceiros nas categorias de "Melhores Gráficos" e "Melhor VGM". Cammy, introduzida em Super, ficou em quinto na lista dos "Melhores Personagens de 1993", enquanto Dee Jay e T. Hawk em 36º e 37º, respectivamente. Na edição de Janeiro de 1995 da Gamest, Super Street Fighter II X (conhecido como Super Turbo internacionalmente) ficou em quarto na categoria de "Melhor Jogo de 1994" e "Melhor Jogo de Luta", sendo as únicas categorias em que participou.
A versão Super Famicom (SNES) também recebeu aclamação critica. O painel de quatro analistas da Famitsu deu as pontuações de 9, 9, 9, e 8, com um total de 35/40. Foi um dos cinco jogos mais cotados de 1992 pela revista, juntamente com Dragon Quest V: Hand of the Heavenly Bride, Shin Megami Tensei, World of Illusion Starring Mickey Mouse and Donald Duck e Mario Paint. Mais tarde deram a Turbo a pontuação actualizada de 36/40. Isto fez de Street Fighter II Turbo o jogo com maior pontuação de 1993, e o décimo segundo jogo a receber tal pontuação ou superior pela revista. Em Julho de 1995, a análise Family Game Cross da Famitsu deu à versão Super Famicom 28/40.

#### Internacional
O jogo arcade foi bem recebido pelos críticos de língua inglesa. Em Junho de 1991 uma edição da revista Computer and Video Games (CVG) deu ao jogo 94% pelos gráficos, 93% pelo som, 95% pela jogabilidade e 92% pela durabilidade, conseguindo um total de 93%. O analista Julian Rignall, criticou o Street Fighter original mas elogiou a sequela por "absolutamente carregada de novas ideias e de movimentos especiais." Fez notar que os "seis botões combinados com as oito direcções do joystick, dão mais movimentos que qualquer jogo de beat 'em up" e elogiou as "animações massivas, e brilhantemente desenhadas, montes de vozes e o mais excitante conflito frente-a-frente visto num jogo arcade" concluindo que é "um dos melhores jogos de luta de arcade" e "um brilhante ‘jogo de moedas’", recomendando os jogadores a terem os bolsos cheios de dinheiro antes de começarem a jogar. Em Junho de 1991, a revista Sinclair User deu à versão arcade 84% de "factor aditivo". O analista John Cook criticou os controlos, "No inicio, acharás o sistema de controlos um pouco assustador," fazendo notar "um joystick e seis (conta-os!) botões," mas disse "no fundo não é assim tão mau" e elogiou a jogabilidade, a "excelente" animação e os efeitos de som, concluindo "é muito apetecível se gostas do género beat 'em up."
A versão SNES de Street Fighter II foi também muito bem recebida. Tem uma média de 93% no website Defunct Games, baseada em dez análises do início dos anos 1990. Na Electronic Gaming Monthly (EGM), o painel de quatro críticos deu 10, 9, 10, e 9, num total de 38/40. Sushi X (Ken Williams), que deu 10, disse "O melhor! Street Fighter II é o único jogo que joguei que realmente merece um 10!" Martin Alessi, que deu 9, descreve-o "o melhor cartucho disponível! Jogabiidade fantástica!" GamePro fez duas análises na edição de Agosto de 1992, ambas deram 5/5; Doctor Dave diz que é "a melhor conversão arcade da Capcom" enquanto Slasher Quan afirmou que "é tudo perfeito na versão Super NES" e que "é uma conversão quase sem falhas da versão original arcade, que consegue ser ainda mais agradável com mais opções e com a conveniência de lutar em casa." A Super Play deu 94%, referindo que "a inclusão da opção Personagem vs. Personagem da Champion Edition, e as opções extra, posso mesmo dizer que é ainda melhor que a máquina." A Electronic Games deu 95% pelos gráficos, 92% pelo som, e 93% pela jogabilidade, num total de 94%, concluindo que, à data, é o melhor jogo de luta. Nintendo Power deu 4.075/5, e disse "o mais quente jogo da actualidade foi fielmente reproduzido na conversão Super NES" e que "é como se tivéssemos a máquina arcade em casa!"
A Electronic Gaming Monthly deu-lhe o prémio "Jogo do Ano" de 1992. A EGM no ano seguinte, premiou o sucessor Street Fighter II Turbo com o prémio "Melhor Jogo para SNES". Street Fighter II também ganhou o mesmo prémio nos Golden Joystick Award em 1992. A Game Informer deu-lhe os prémios de "Melhor Jogo do Ano" e "Melhor Jogabilidade Num Videojogo". Foi também um dos três jogos escolhidos pela revista Electronic Games nos prémios Electronic Gaming Awards para a categoria "Jogo do Ano", juntamente com NHLPA Hockey '93 e Sonic the Hedgehog 2.
A versão Mega Drive de Street Fighter II recebeu a pontuação 10/10 da revista Mega, que o descreveu como um "candidato a melhor jogo de sempre e sem dúvida o melhor jogo de beat-'em-up de todos os tempos". A MegaTech deu a pontuação de 95% e comentou que "o melhor jogo de moedas chega na forma perfeita à Megadrive". A Edge deu à versão PC Engine de Champion Edition a pontuação 8/10. Os quatro críticos da Electronic Gaming Monthly, enquanto referem que os controlos são difíceis e que a velocidade é "lenta" na versão Game Boy, todos concordaram que é uma execelente conversão mesmo para os padrões dessa consola portátil. No entanto, comentaram o facto que naquela altura Street Fighter II já era um jogo muito velho. O Axe Grinder da GamePro concordou, elogiando os gráficos e o modo Survival, exclusivo para o Game Boy, mas criticando os controlos lentos concluindo que "o grande problema aqui é que o jogo é apenas velho." A GameSpot deu às versões PlayStation 3 e Xbox 360 de HD Remix um total de 8.5/10.
Street Fighter II é frequentemente colocado nas listas dos melhores jogos de sempre, feitas por críticos e publicações da especialidade. Em 2001, a Game Informer colocou-o na posição #22, com a equipa da revista a elogiar o jogo por ter popularizado o género de luta de um-contra-um, fazendo também notar que as versões para Super NES são "quase-perfeitas." Anos mais tarde, em 2009, a mesma revista colocou-o em 25º, na lista dos "200 Melhores Jogos de Sempre". O site 1UP colocou-o em 32º na lista dos "50 Jogos Essenciais". Em 2012 os leitores do mesmo site, colocaram Street Fighter II em 3º lugar na lista dos "100 Jogos Essenciais". O editor John Agnello, resume o jogo ao dizer que é "uma experiência inimitável, que encarna perfeitamente a essência dos jogos de vídeo" e refere que "21 anos depois, é difícil dar a Street Fighter II outros nomes [...] Street Fighter II não é um jogo de luta -- é Street Fighter II". Muitas outras publicações também o listaram como um dos melhores de sempre, incluindo BuzzFeed, Electronic Gaming Monthly, IGN, Edge, Empire, Famitsu, FHM, G4, GameSpot, GamingBolt, Guinness World Records, Next Generation, NowGamer, Retro Gamer, Stuff, Time, WatchMojo.com e Yahoo!. Adicionalmente o site GamesRadar colocou Super Street Fighter II em 3º na lista dos "Melhores Jogos de Sempre para Sega Genesis/Mega Drive", e Street Fighter II Turbo em 5º na lista dos "Melhores Jogos de Sempre para Super Nintendo". O Guinness World Records premiou Street Fighter II com três recordes mundiais na edição de 2008 do Guinness World Records: Gamer's Edition: "Primeiro Jogo de Luta a Usar Combos", "Jogo de Luta Mais Copiado” e "Jogo de Luta Operado por Moedas Mais Vendido." Street Fighter II: Hyper Fighting é um dos títulos incluídos no livro 1001 Video Games You Must Play Before You Die (pt.:1001 Videojogos Que Tem de Jogar Antes de Morrer). Em 2017, o jogo foi incluído no Hall da Fama dos Videojogos.
A banda sonora de Street Fighter II, composta por Yoko Shimomura e Isao Abe, é também reconhecida como uma das melhores de sempre, aparecendo frequentemente em publicações da especialidade incluindo a revista Play, Sabotage Times, NME, FACT Magazine, Hardcore Gaming e GamesRadar.

### Recepção comercial

#### Máquinas arcade
A versão original de Street Fighter II vendeu mais de 60,000 máquinas arcade, seguido por Street Fighter II: Champion Edition com 140,000 máquinas vendidas no Japão, em que o custo por cada uma era cerca de ¥160,000 ($1300), conseguindo um acumulado de ¥22.4 bilhões ($182 milhões) de receita, gerada apenas das vendas de máquinas de Champion Edition no Japão, o equivalente a cerca de ¥24.6 bilhões (mais de $315 milhões) em 2015.
As vendas das versões arcade de Street Fighter II no Ocidente também foram muito bem sucedidas. Em 1992 no Reino Unido, o jogo detinha 60% do mercado de jogos operados por moedas, com as máquinas individualmente a arrecadarem mais de £1000 por semana, num total estimado em £260 milhões por ano (equivalente a £469 milhões ou $732,81 milhões em 2014). Na América do Norte, esteve no topo das tabelas da edição de Maio de 1992 da revista RePlay, tanto nas tabelas de máquinas como no software operado por moedas (para cartuchos ROM e/ou kits de conversão). Nas tabelas de vendas de Julho de 1992, Champion Edition foi número-um nas vendas de máquinas (acima de Mortal Kombat da Midway) enquanto o original Street Fighter II foi número-dois em vendas de software operado por moedas (atrás de World Heroes da SNK). Em Abril de 1993, nas tabelas de vendas da RePlay, Champion Edition foi número-quatro nas vendas de máquinas e Street Fighter II′ Turbo foi número-um nas vendas de software operado por moedas, enquanto que em Maio de 1993, Champion Edition permaneceu em quarto para as vendas de máquinas e Turbo caiu para segundo lugar na tabela de vendas de software (ultrapassado por 3 Count Bout da SNK).
A edição de Outubro de 1992 da revista Electronic Games fez notar que "Desde o inicio dos anos 1980 que um jogo arcade não recebia tanta atenção e popularidade fanática." Em 1995, as vendas combinadas de Street Fighter II e Street Fighter II: Champion Edition já excediam os $2,3 bilhões em receita bruta, equivalente a $4.02 bilhões em 2016. De acordo com a edição de Março de 1995 da revista GameFan, o jogo recebeu "bilhões de dólares em lucro".
No artigo do site USGamer intitulado "Os Dez Jogos Arcade Mais Vendidos de Sempre", do jornalista Jaz Rignall, as vendas combinadas de máquinas Street Fighter II e Champion Edition ficam em #3, atrás de Space Invaders e Pac-Man.
| Jogo              | Vendas de máquinas arcade   | Receita (em US$)         | Receita (em US$) | Posição na tabela RePlay (América do Norte) | Posição na tabela RePlay (América do Norte) |
| Jogo              | Vendas de máquinas arcade   | Sem inflação             | Inflação (2015)  | Máquina                                     | Software                                    |
| ----------------- | --------------------------- | ------------------------ | ---------------- | ------------------------------------------- | ------------------------------------------- |
| The World Warrior | 60,000+ (em 2001)           | $687 milhões+ (em 1995)  | $1,19 bilhões+   | #1                                          | #1                                          |
| Champion Edition  | 140,000+ no Japão (em 1992) | $1.625 bilhões (em 1995) | $2,73 bilhões+   | #1                                          | —                                           |
| Turbo             | —                           | Desconhecido             | Desconhecido     | —                                           | #1                                          |
| Total             | 200,000+                    | $2,312 bilhões+          | $4 bilhões+      | #1                                          | #1                                          |

#### Versões caseiras
As numerosas versões caseiras de Street Fighter II foram colocadas nas classes de títulos Platina da Capcom (jogos que venderam mais de 1 milhão de cópias mundialmente). A versão SNES do Street Fighter II original ainda é um dos jogos mais vendidos da empresa, com mais de 6,3 milhões de unidades vendidas, mantendo-se até hoje como o jogo da Capcom que mais vendeu numa única plataforma, apenas ultrapassado em 2022 por Street Fighter V, como o jogo de luta mais vendido da empresa. Pelo menos um milhão dessas vendas foram feitas em Junho de 1992, nas duas primeiras semanas de vendas no Japão, onde cada jogo tinha o preço de ¥10,290 (equivalente a $109 em 2015). Outras 750,000 unidades foram vendidas nos Estados Unidos entre Julho e Setembro de 1992, com um preço de $74.99 a unidade (equivalente a $126 em 2015). De acordo com a Electronic Gaming Monthly, "nunca um jogo tinha conquistado um país de rompante como este conseguiu." No final de 1992, já tinham sido vendidos mais de 4 milhões de cartuchos mundialmente. Em 1993, as vendas caseiras de Street Fighter II excediam os $1,5 bilhões em receita bruta, o equivalente a mais de $2,6 bilhões em 2015.
As versões SNES de Street Fighter II Turbo e Super Street Fighter II venderam 4.1 milhões e 2 milhões, respectivamente, seguindo-se as versões Genesis de Street Fighter II: Special Champion Edition com vendas de 1.65 milhões. No total, mais de 14 milhões de copias foram vendidas para as consolas SNES e Sega Mega Drive/Genesis. Em 1994, o jogo já tinha sido jogado pelo menos por 25 milhões de norte-americanos em casa ou nas máquinas arcade.
| Jogo                     | Plataforma     | Vendas mundiais | Vendas no Japão |
| ------------------------ | -------------- | --------------- | --------------- |
| The World Warrior        | Super NES      | 6,3 milhões     | 2,9 milhões     |
| Special Champion Edition | Mega Drive     | 1,65 milhões    | Desconhecido    |
| Turbo                    | Super NES      | 4,1 milhões     | 2,1 milhões     |
| New Challengers          | Super NES      | 2 milhões       | 1,3 milhões     |
| HD Remix                 | PS3 / Xbox 360 | 250,000a        | —               |
| Total                    |                | 14,3 milhões    | 6,3 milhões+    |

↑a  Bateu os recordes de primeiro dia e primeira semana de vendas para videojogos apenas de distribuição digital.

## Legado

### Impacto

O icónico ecrã de selecção de personagem, muitas vezes saudado como o mais memorável da série

Street Fighter II é considerado como um dos mais influentes videojogos de todos os tempos, e em particular o mais importante jogo de luta de sempre. O lançamento de Street Fighter II em 1991 é visto como um marco na história dos videojogos. A sua maior influência proeminente, foi a criação do género de jogo de luta como é conhecido hoje em dia. Na altura, tinha os movimentos mais precisos de joystick e de botões em rotina, permitindo aos jogadores executar com segurança vários movimentos especiais em vários botões (que já havia exigido um elemento de sorte), e os seus gráficos tiraram total partido do chip de arcade da Capcom, com personagens e níveis muito detalhados. Enquanto que em jogos anteriores era permitido aos jogadores combater contra uma variedade de adversários controlados apenas pelo computador, em Street Fighter II os jogadores podiam lutar uns contra os outros. A sua enorme popularidade surpreendeu a indústria dos videojogos, com os proprietários de máquinas arcade a terem de comprar mais máquinas para conseguirem acompanhar a procura. Street Fighter II também foi o responsável por introduzir a mecânica de "combos", que surgiu quando os jogadores mais hábeis descobriram que podiam combinar vários ataques em cadeia sem darem tempo para o adversário recuperar, se cronometrado correctamente.

"Até aquele momento, tinha colocado as minhas moedas em Final Fight, depois de o jogar a primeira vez, começaram a ir todas para Street Fighter II..."

— Recorda Yoshinori Ono, produtor de vários jogos da série.
O enorme sucesso de Street Fighter II inspirou uma onda de outros jogos de combate, inicialmente apelidados de "clones", incluindo séries populares como Mortal Kombat, Killer Instinct, The King of Fighters, Virtua Fighter, Samurai Shodown, Dead or Alive, Tekken, World Heroes, Fatal Fury e Art of Fighting.
Street Fighter II também foi responsável por ter revitalizado a indústria de máquinas arcade no início da década de 1990, conseguindo um nível de popularidade que não se via desde os dias de Pac-Man no início da década de 1980. Foi de longe o videojogo arcade mais vendido, desde o tempo da época de ouro desencadeando um renascimento para a indústria arcade no início de 1990. O seu impacto nos videojogos caseiros foi igualmente muito importante, o lançamento de Street Fighter II foi um enorme acontecimento, aumentando de maneira muito considerável as vendas da consola Super NES, e durante muito tempo o responsável pelas vendas dessa plataforma. A partir essa altura, muitos dos mais vendidos videojogos caseiros, eram portados ou adaptados das máquinas arcade.
Street Fighter II também foi responsável por popularizar o conceito de torneio por competição directa, entre dois jogadores. Antes, os videojogos eram baseados em tabelas de pontuações para determinar o melhor jogador, algo que foi mudado com Street Fighter II, onde os jogadores desafiavam-se uns aos outros directamente, "frente-a-frente," para determinar o melhor jogador, cimentando o caminho para o multijogador competitivo e para os jogos de equipas (deathmatch), encontrados nos modernos jogos de acção. Street Fighter II introduziu e implementou com sucesso a ideia de variação entre personagens. Antes, tal era diferenciado por exemplo com a cor do equipamento, com Street Fighter II cada um dos lutadores era único e o jogo correctamente balanceado, em que uns mostravam uma vantagem sobre um lutador, ao mesmo tempo que tinham uma fraqueza sobre outro. Adicionalmente, os personagens grandes, os gráficos detalhados e as animações fluídas do jogo, tornaram-se características definitivas dentro do género. Outro impacto que Street Fighter II teve no indústria dos videojogos foi o conceito de revisões, com a Capcom a expandir ou a actualizar o jogo da máquina arcade, em vez de lançar uma sequela, abrindo caminho para aquilo que são hoje os “patches” ou os conteúdos transferíveis, de que hoje os jogos modernos dispõem.
No artigo For Amusement Only: The Life and Death of the American Arcade, de Laura June, a autora escreve:

### Outra média
Os personagens de Street Fighter II fizeram parte da série G.I. Joe: A Real American Hero em 1993, porque a Hasbro comprou os direitos sobre os brinquedos para os personagens.
Future Cops é um filme de Hong Kong de acção-comédia de 1993 realizado por Wong Jing. Todos os personagens do filme tem aparência, estilo de luta e ataques especiais similares às personagens de Street Fighter II, embora com nomes diferentes.[carece de fontes?] Future Cops foi o segundo filme com um elenco de personagens da série, o primeiro foi City Hunter com Jackie Chan, também realizado por Jing, mas lançado seis meses mais cedo. Street Fighter II foi novamente adaptado para outros dois filmes em 1994, Street Fighter II: The Animated Movie (um filme de anime japonês produzido pela Group TAC) e um filme de produção norte-americana, intitulado simplesmente Street Fighter, e tem Jean-Claude Van Damme como Guile, Kylie Minogue como Cammy e Raúl Juliá como M. Bison. O filme incorpora o elenco principal do videojogo e transforma-o numa película de acção-aventura. O realizador Steven E. de Souza explicou a premissa: "Adoro filmes como The Longest Day, The Great Escape e The Guns of Navarone. O que fez esses filmes excelentes não foi a violência aleatória, mas as constantes lutas entre as forças do mal e do bem, levando a um confronto final."
Também houve uma série de animação norte-americana, Street Fighter. O enredo combina o filme de Van Damme com a série de videojogos, juntamente com a anime Street Fighter II V. A série foi criada com o intuito de ter uma história antecedente aos eventos do jogo original (como a série Street Fighter Alpha), com personagens mais novos. O enredo do filme Street Fighter: The Legend of Chun-Li também adoptou uma abordagem semelhante.
Um filme não oficial sul-coreano, Street Fighter, foi produzido pela empresa Daiwon Animation em 1992 e tem como elenco os personagens de Street Fighter II.

### Sequências
Os jogos Street Fighter II foram seguidos por várias sub-séries de jogos Street Fighter, assim como outros relacionados, incluindo Street Fighter Alpha, Street Fighter EX, Street Fighter III, Pocket Fighter, Super Puzzle Fighter II Turbo e a série Vs. da Capcom (que combina as personagens da Capcom com propriedades de outras empresas como a Marvel, a SNK e a Tatsunoko). Em Julho de 2008, a Capcom lançou Street Fighter IV para as máquinas arcades, seguindo-se o lançamento para as consolas Xbox 360 e PlayStation 3 em Fevereiro de 2009 e Microsoft Windows em Julho de 2009. O mais recente capítulo, Street Fighter V, foi lançado para PlayStation 4 e Microsoft Windows em fevereiro de 2016. Em fevereiro de 2022, a Capcom anunciou que Street Fighter 6 estava a ser produzido, com lançamento previsto para 2023.